# Großsteingräber bei Schöneberg
Die Großsteingräber bei Schöneberg waren mehrere megalithische Grabanlagen unbekannter Zahl der Jungsteinzeit bei Schöneberg im Landkreis Uckermark (Brandenburg). Sie wurden im späten 19. oder frühen 20. Jahrhundert zerstört. Ein Bericht von 1881 nennt „Opfersteine“ in der Gegend von Schöneberg. Über Anzahl, Maße, Ausrichtung und Typ der Gräber liegen keine Informationen vor. Auch Funde sind nicht überliefert, sodass eine kulturelle Zuordnung unsicher ist.